# 戸島 (愛媛県)
戸島（とじま）とは、宇和島港の沖合いの有人島である。三浦半島（蔣淵半島）の突端のすぐ先にある。日振島は戸島よりも、さらに西の九州側になる。1958年（昭和33年）に、周辺四村と宇和海村（現宇和島市）として合併するまでは属島の嘉島と共に戸島村を形成していた。

## 歴史
- キリシタン大名として知られる一条兼定が、1574年に長宗我部氏との戦いに敗れて、この島に逃げ落ちたと伝えられる。1585年に亡くなり、島内の寺に墓地がある（市指定史跡）。
- 昭和20 - 30年代にネズミが大発生し、ねずみ騒動の発端地となった[1]。吉村昭の小説『海の鼠』の題材にもなった。

## 産業
- 今日では、ハマチやブリの養殖が盛んで、戸島漁業協同組合では「戸島の男ぶり」のブランド名で出荷している。ほぼ全島が足摺宇和海国立公園の地域に含まれる。

## 行政
- 宇和島市の行政区画に属する。

## 社会
- 人口・世帯数 - ・307人・166世帯（平成27年国勢調査）
- 集落 - 3集落（本浦・小内浦・郡）
- 診療所 - 診療所への出張診療（宇和島市営）

## 教育
- 宇和島市立戸島小学校がある。
- 中学校は島外の宇和島市立城南中学校（宇和島市文京町）で寄宿生活（2013年度までは宇和島市下波の宇和島市立宇和海中学校（2014年度で閉鎖）だった）。

## 交通
- 宇和島港から高速艇あり。

## 自然
- 少なくとも5種の野生哺乳類が記録されている[2]。
- 蚊類が6種記録されている[3]。